# 12878 Erneschiller
12878 Erneschiller eller 1998 QH11 är en asteroid i huvudbältet som upptäcktes den 17 augusti 1998 av LINEAR i Socorro County, New Mexico. Den är uppkallad efter Ernest Schiller.
Asteroiden har en diameter på ungefär 4 kilometer.